# NBA sezonul 2019-2020
Sezonul 2019-2020 al NBA a fost cel de-al 74-lea sezon al National Basketball Association (NBA). Sezonul regulat a început pe 22 octombrie 2019 și urma să se încheie în aprilie 2020. Playoff-ul va începe în aprilie 2020, finala NBA încheindu-se în iunie. All-Star Game 2020 se va juca pe 16 februarie 2019, la United Center din Chicago, Illinois. Liga a anunțat suspendarea sezonului la 11 martie 2020 ca urmare a pandemiei de coronavirus, Rudy Gobert de la Utah Jazz fiind testat pozitiv pentru COVID-19.
La 4 iunie 2020 conducerea NBA a aprobat planul pentru reînceperea sezonului la 31 iulie 2020, iar a doua zi asociația jucătorilor din NBA și-a dat acordul.  Conform acestui plan 13 echipe ale Conferinței de Vest și nouă echipe din Conferința de Est, toate cluburi cu posibilitatea de a avansa în playoff, vor juca opt jocuri pentru stabilirea clasamentului în sezonul regulat. Un posibil turneu pentru cel de-al optulea loc în fiecare conferință ar avea loc dacă echipa de locul al nouălea încheie sezonul regulat la patru jocuri distanță de cea de a opta echipă.

## Tranzacții

### Retrageri
- În septembrie 2018, Dwyane Wade și-a anunțat intenția de a se retrage din NBA la sfârșitul sezonului 2018-19. Wade a jucat în cei 16 petrecuți în NBA pentru Miami Heat, Chicago Bulls și Cleveland Cavaliers, câștigând campionatul de trei ori cu Miami Heat în 2006, 2012 și 2013.[3]
- La 1 martie 2019, Channing Frye și-a anunțat retragerea din NBA. Frye a jucat 13 sezoane în NBA, câștigând un singur titlu cu Cleveland Cavaliers în 2016.[4]
- La 9 aprilie 2019, Dirk Nowitzki și-a anunțat retragerea din NBA. Nowitzki a jucat toate cele 21 de sezoane din NBA cu Dallas Mavericks, câștigând un singur titlu în 2011 și o finală în 2006.[5]
- La 5 iunie 2019, Vince Carter și-a anunțat intenția de a se retrage după sezonul 2019-20. Carter a jucat pentru opt echipe în timpul unei cariere record de 22 de ani în NBA și este singurul jucător care a jucat în patru decenii diferite. Carter este ultimul jucător activ care a fost draftat și a jucat în anii 1990.[6]
- La 10 iunie 2019, Tony Parker și-a anunțat retragerea din NBA. A jucat timp 18 sezoane în NBA și a fost de patru ori campion în NBA cu San Antonio Spurs.[7]
- La 28 iunie 2019, Darren Collison și-a anunțat retragerea din NBA. A jucat pentru cinci echipe în timpul carierei sale de 10 ani în NBA.[8]
- La 29 august 2019, Zaza Pachulia și-a anunțat retragerea din NBA. De-a lungul carierei sale în NBA a jucat pentru șase echipe. El a câștigat două titluri cu Golden State Warriors.[9]
- La 13 septembrie 2019, Shaun Livingston și-a anunțat retragerea din NBA. A jucat pentru zece echipe în timpul carierei sale de 15 ani în NBA. A câștigat trei titluri cu Golden State Warriors.[10]
- La 17 octombrie 2019, Luol Deng a semnat un contract ceremonial de o zi cu Chicago Bulls și s-a retras oficial ca jucător al acestei echipe. De-a lungul carierei, în cei 15 ani, a jucat pentru cinci echipe.[11]
- La 4 noiembrie 2019, José Calderón și-a anunțat retragerea din NBA. A jucat pentru șapte echipe în timpul carierei sale de 14 ani în NBA.[12]

### Schimbări de antrenori
| În afara sezonului  | În afara sezonului     | În afara sezonului     |
| Echipa              | Sezonul 2018–2019      | Sezonul 2019–2020      |
| ------------------- | ---------------------- | ---------------------- |
| Cleveland Cavaliers | Larry Drew             | John Beilein           |
| Los Angeles Lakers  | Luke Walton            | Frank Vogel            |
| Memphis Grizzlies   | J. B. Bickerstaff      | Taylor Jenkins         |
| Phoenix Suns        | Igor Kokoškov          | Monty Williams         |
| Sacramento Kings    | Dave Joerger           | Luke Walton            |
| În timpul sezonului |                        |                        |
| Echipa              | Antrenorul care pleacă | Antrenorul care vine   |
| New York Knicks     | David Fizdale          | Mike MillerMike Miller |

## Sezonul regulat

### Clasamente sezonul regulat
| Atlantic Division                   | Atlantic Division | Atlantic Division | Atlantic Division | Atlantic Division | Atlantic Division | Atlantic Division | Atlantic Division |
| vizualizare • discuție • modificare | V                 | Î                 | PCT               | AC                | DE                | MD                | T                 |
| ----------------------------------- | ----------------- | ----------------- | ----------------- | ----------------- | ----------------- | ----------------- | ----------------- |
| Toronto Raptors                     | 53                | 19                | 73,6%             | 26-10             | 27-9              | 9-5               | 72                |
| Boston Celtics                      | 48                | 24                | 66,7%             | 26-10             | 22-14             | 9-6               | 72                |
| Philadelphia 76ers                  | 43                | 30                | 58,9%             | 31-4              | 12-26             | 11-5              | 72                |
| Brooklyn Nets                       | 35                | 37                | 48,6%             | 20-16             | 15-21             | 6-9               | 72                |
| New York Knicks                     | 21                | 45                | 31,8%             | 11-22             | 10-23             | 2-11              | 66                |

| Central Division                    | Central Division | Central Division | Central Division | Central Division | Central Division | Central Division | Central Division |
| vizualizare • discuție • modificare | V                | Î                | PCT              | AC               | DE               | MD               | T                |
| ----------------------------------- | ---------------- | ---------------- | ---------------- | ---------------- | ---------------- | ---------------- | ---------------- |
| Milwaukee Bucks                     | 56               | 17               | 76,7%            | 30-5             | 26-12            | 13-1             | 3                |
| Indiana Pacers                      | 45               | 28               | 61,6%            | 25-11            | 20-17            | 8-7              | 73               |
| Chicago Bulls                       | 22               | 43               | 33,8%            | 11-22            | 9-24             | 7-9              | 65               |
| Detroit Pistons                     | 20               | 46               | 30,3%            | 11-22            | 9-24             | 5-10             | 66               |
| Cleveland Cavaliers                 | 19               | 46               | 29,2%            | 11-25            | 8-21             | 4-10             | 65               |

| Southeast Division                  | Southeast Division | Southeast Division | Southeast Division | Southeast Division | Southeast Division | Southeast Division | Southeast Division |
| vizualizare • discuție • modificare | V                  | Î                  | PCT                | AC                 | DE                 | MD                 | T                  |
| ----------------------------------- | ------------------ | ------------------ | ------------------ | ------------------ | ------------------ | ------------------ | ------------------ |
| Miami Heat                          | 44                 | 29                 | 60,3%              | 29-7               | 15-22              | 10-4               | 73                 |
| Orlando Magic                       | 33                 | 40                 | 45,2%              | 18-17              | 15-23              | 9-5                | 73                 |
| Washington Wizards                  | 25                 | 47                 | 34,7%              | 16-20              | 9-27               | 5-9                | 72                 |
| Charlotte Hornets                   | 23                 | 42                 | 35,4%              | 10-21              | 13-21              | 2-7                | 65                 |
| Atlanta Hawks                       | 20                 | 47                 | 29,9%              | 14-20              | 6-27               | 6-7                | 67                 |

| Northwest Division                  | Northwest Division | Northwest Division | Northwest Division | Northwest Division | Northwest Division | Northwest Division | Northwest Division |
| vizualizare • discuție • modificare | V                  | Î                  | PCT                | AC                 | DE                 | MD                 | T                  |
| ----------------------------------- | ------------------ | ------------------ | ------------------ | ------------------ | ------------------ | ------------------ | ------------------ |
| Denver Nuggets                      | 46                 | 27                 | 63,0%              | 26-11              | 20-16              | 12-2               | 73                 |
| Oklahoma City Thunder               | 44                 | 28                 | 61,1%              | 23-14              | 21-14              | 8-5                | 72                 |
| Utah Jazz                           | 44                 | 28                 | 61,1%              | 23-12              | 21-16              | 5-7                | 72                 |
| Portland Trail Blazers              | 35                 | 39                 | 47,3%              | 21-15              | 14-24              | 5-8                | 74                 |
| Minnesota Timberwolves              | 19                 | 45                 | 29,7%              | 8-24               | 11-21              | 2-10               | 64                 |

| Pacific Division                    | Pacific Division | Pacific Division | Pacific Division | Pacific Division | Pacific Division | Pacific Division | Pacific Division |
| vizualizare • discuție • modificare | V                | Î                | PCT              | AC               | DE               | MD               | T                |
| ----------------------------------- | ---------------- | ---------------- | ---------------- | ---------------- | ---------------- | ---------------- | ---------------- |
| Los Angeles Lakers                  | 52               | 19               | 73,2%            | 25-90            | 27-9             | 10-3             | 71               |
| Los Angeles Clippers                | 49               | 23               | 68,1%            | 27-9             | 22-14            | 8-6              | 72               |
| Phoenix Suns                        | 34               | 39               | 46,6%            | 17-22            | 17-17            | 6-9              | 73               |
| Sacramento Kings                    | 31               | 41               | 43,1%            | 16-19            | 15-22            | 8-5              | 72               |
| Golden State Warriors               | 15               | 50               | 23,1%            | 8-26             | 7-24             | 2-11             | 65               |

| Southwest Division                  | Southwest Division | Southwest Division | Southwest Division | Southwest Division | Southwest Division | Southwest Division | Southwest Division |
| vizualizare • discuție • modificare | V                  | Î                  | PCT                | AC                 | DE                 | MD                 | T                  |
| ----------------------------------- | ------------------ | ------------------ | ------------------ | ------------------ | ------------------ | ------------------ | ------------------ |
| Houston Rockets                     | 44                 | 28                 | 61,5%              | 24-12              | 20-16              | 8-5                | 72                 |
| Dallas Mavericks                    | 43                 | 32                 | 57,3%              | 20-18              | 23-14              | 10-4               | 75                 |
| Memphis Grizzlies                   | 34                 | 39                 | 46,6%              | 20-17              | 14-22              | 4-9                | 73                 |
| San Antonio Spurs                   | 32                 | 39                 | 45,1%              | 19-15              | 13-24              | 7-6                | 71                 |
| New Orleans Pelicans                | 30                 | 42                 | 41,7%              | 15-21              | 15-21              | 4-9                | 72                 |

### Clasament pe conferințe
| Conferința de Est | Conferința de Est   | Conferința de Est | Conferința de Est | Conferința de Est | Conferința de Est | Conferința de Est |
| L                 | Echipa              | V                 | Î                 | PCT               | T                 | Calificare în     |
| ----------------- | ------------------- | ----------------- | ----------------- | ----------------- | ----------------- | ----------------- |
| 1                 | Milwaukee Bucks     | 56                | 17                | 76,7%             | 73                | Play-off          |
| 2                 | Toronto Raptors     | 53                | 19                | 73,6%             | 72                | Play-off          |
| 3                 | Boston Celtics      | 48                | 24                | 66,7%             | 72                | Play-off          |
| 4                 | Indiana Pacers      | 45                | 28                | 61,6%             | 73                | Play-off          |
| 5                 | Miami Heat          | 44                | 29                | 60,3%             | 73                | Play-off          |
| 6                 | Philadelphia 76ers  | 43                | 30                | 58,9%             | 73                | Play-off          |
| 7                 | Brooklyn Nets       | 35                | 37                | 48,6%             | 72                | Play-off          |
| 8                 | Orlando Magic       | 33                | 40                | 45,2%             | 73                | Play-off          |
| 9                 | Charlotte Hornets   | 23                | 42                | 35,4%             | 65                |                   |
| 10                | Washington Wizards  | 25                | 47                | 34,7%             | 72                |                   |
| 11                | Chicago Bulls       | 22                | 43                | 33,8%             | 65                |                   |
| 12                | New York Knicks     | 21                | 45                | 31,8%             | 66                |                   |
| 13                | Detroit Pistons     | 20                | 46                | 30,3%             | 66                |                   |
| 14                | Atlanta Hawks       | 20                | 47                | 29,9%             | 67                |                   |
| 15                | Cleveland Cavaliers | 19                | 46                | 29,2%             | 65                |                   |

| Conferința de Vest | Conferința de Vest     | Conferința de Vest | Conferința de Vest | Conferința de Vest | Conferința de Vest | Conferința de Vest |
| L                  | Echipa                 | V                  | Î                  | PCT                | T                  | Calificare în      |
| ------------------ | ---------------------- | ------------------ | ------------------ | ------------------ | ------------------ | ------------------ |
| 1                  | Los Angeles Lakers     | 52                 | 19                 | 73,2%              | 71                 | Play-off           |
| 2                  | Los Angeles Clippers   | 49                 | 23                 | 68,1%              | 72                 | Play-off           |
| 3                  | Denver Nuggets         | 46                 | 27                 | 63,0%              | 73                 | Play-off           |
| 4                  | Houston Rockets        | 44                 | 28                 | 61,1%              | 72                 | Play-off           |
| 5                  | Utah Jazz              | 44                 | 28                 | 61,1%              | 72                 | Play-off           |
| 6                  | Oklahoma City Thunder  | 44                 | 28                 | 61,1%              | 72                 | Play-off           |
| 7                  | Dallas Mavericks       | 43                 | 32                 | 57,3%              | 75                 | Play-off           |
| 8                  | Portland Trail Blazers | 35                 | 39                 | 47,3%              | 74                 | Play-off           |
| 9                  | Memphis Grizzlies      | 34                 | 39                 | 46,6%              | 73                 |                    |
| 10                 | Phoenix Suns           | 34                 | 39                 | 46,6%              | 73                 |                    |
| 11                 | San Antonio Spurs      | 32                 | 39                 | 45,1%              | 71                 |                    |
| 12                 | Sacramento Kings       | 31                 | 41                 | 43,1%              | 72                 |                    |
| 13                 | New Orleans Pelicans   | 30                 | 42                 | 41,7%              | 72                 |                    |
| 14                 | Minnesota Timberwolves | 19                 | 45                 | 29,7%              | 64                 |                    |
| 15                 | Golden State Warriors  | 15                 | 50                 | 23,1%              | 65                 |                    |

Notă: Echipele scrise cu litere îngroșate sunt pe primul loc în diviziile lor.

## Play-off
Play-off-ul sezonului 2019-2020 a început pe 15 august și s-a încheiat odată cu finala NBA, programată să înceapă în luna septmebrie.
|  | Turul 1            | Turul 1                | Turul 1          |   |                  | Semifinalele conferințelor | Semifinalele conferințelor | Semifinalele conferințelor |  |    | Finalele conferințelor | Finalele conferințelor | Finalele conferințelor |  |    | Finala NBA | Finala NBA | Finala NBA |
|  |                    |                        |                  |   |                  |                            |                            |                            |  |    |                        |                        |                        |  |    |            |            |            |
|  | E1                 | Milwaukee Bucks*       | 4                |   |                  |                            |                            |                            |  |    |                        |                        |                        |  |    |            |            |            |
|  | E8                 | Orlando Magic          | 1                |   |                  |                            |                            |                            |  |    |                        |                        |                        |  |    |            |            |            |
|  | E8                 | Orlando Magic          | 1                |   | E1               | Milwaukee Bucks*           | 1                          |                            |  |    |                        |                        |                        |  |    |            |            |            |
|  |                    |                        |                  |   | E1               | Milwaukee Bucks*           | 1                          |                            |  |    |                        |                        |                        |  |    |            |            |            |
|  |                    | E5                     | Miami Heat       | 4 |                  |                            |                            |                            |  |    |                        |                        |                        |  |    |            |            |            |
|  | E4                 | E5                     | Miami Heat       | 4 | Indiana Pacers   | 0                          |                            |                            |  |    |                        |                        |                        |  |    |            |            |            |
|  | E4                 |                        |                  |   | Indiana Pacers   | 0                          |                            |                            |  |    |                        |                        |                        |  |    |            |            |            |
|  | E5                 | Miami Heat*            | 4                |   |                  |                            |                            |                            |  |    |                        |                        |                        |  |    |            |            |            |
|  | E5                 | Miami Heat*            | 4                |   |                  |                            |                            |                            |  | E5 | Miami Heat             | 4                      |                        |  |    |            |            |            |
|  | Conferința de Est  |                        |                  |   |                  |                            |                            |                            |  | E5 | Miami Heat             | 4                      |                        |  |    |            |            |            |
|  |                    | E3                     | Boston Celtics   | 2 |                  |                            |                            |                            |  |    |                        |                        |                        |  |    |            |            |            |
|  | E3                 | E3                     | Boston Celtics   | 2 | Boston Celtics   | 4                          |                            |                            |  |    |                        |                        |                        |  |    |            |            |            |
|  | E3                 |                        |                  |   | Boston Celtics   | 4                          |                            |                            |  |    |                        |                        |                        |  |    |            |            |            |
|  | E6                 | Philadelphia 76ers     | 0                |   |                  |                            |                            |                            |  |    |                        |                        |                        |  |    |            |            |            |
|  | E6                 | Philadelphia 76ers     | 0                |   | E3               | Boston Celtics             | 4                          |                            |  |    |                        |                        |                        |  |    |            |            |            |
|  |                    |                        |                  |   | E3               | Boston Celtics             | 4                          |                            |  |    |                        |                        |                        |  |    |            |            |            |
|  |                    | E2                     | Toronto Raptors* | 3 |                  |                            |                            |                            |  |    |                        |                        |                        |  |    |            |            |            |
|  | E2                 | E2                     | Toronto Raptors* | 3 | Toronto Raptors* | 4                          |                            |                            |  |    |                        |                        |                        |  |    |            |            |            |
|  | E2                 |                        |                  |   | Toronto Raptors* | 4                          |                            |                            |  |    |                        |                        |                        |  |    |            |            |            |
|  | E7                 | Brooklyn Nets          | 0                |   |                  |                            |                            |                            |  |    |                        |                        |                        |  |    |            |            |            |
|  | E7                 | Brooklyn Nets          | 0                |   |                  |                            |                            |                            |  |    |                        |                        |                        |  | E5 | Miami Heat | 2          |            |
|  |                    |                        |                  |   |                  |                            |                            |                            |  |    |                        |                        |                        |  | E5 | Miami Heat | 2          |            |
|  |                    | V1                     | LA Lakers        | 4 |                  |                            |                            |                            |  |    |                        |                        |                        |  |    |            |            |            |
|  | V1                 | V1                     | LA Lakers        | 4 | LA Lakers*       | 4                          |                            |                            |  |    |                        |                        |                        |  |    |            |            |            |
|  | V1                 |                        |                  |   | LA Lakers*       | 4                          |                            |                            |  |    |                        |                        |                        |  |    |            |            |            |
|  | V8                 | Portland Trail Blazers | 1                |   |                  |                            |                            |                            |  |    |                        |                        |                        |  |    |            |            |            |
|  | V8                 | Portland Trail Blazers | 1                |   | V1               | LA Lakers                  | 4                          |                            |  |    |                        |                        |                        |  |    |            |            |            |
|  |                    |                        |                  |   | V1               | LA Lakers                  | 4                          |                            |  |    |                        |                        |                        |  |    |            |            |            |
|  |                    | V4                     | Houston Rockets  | 1 |                  |                            |                            |                            |  |    |                        |                        |                        |  |    |            |            |            |
|  | V4                 | V4                     | Houston Rockets  | 1 | Houston Rockets* | 4                          |                            |                            |  |    |                        |                        |                        |  |    |            |            |            |
|  | V4                 |                        |                  |   | Houston Rockets* | 4                          |                            |                            |  |    |                        |                        |                        |  |    |            |            |            |
|  | V5                 | Oklahoma City Thunder  | 3                |   |                  |                            |                            |                            |  |    |                        |                        |                        |  |    |            |            |            |
|  | V5                 | Oklahoma City Thunder  | 3                |   |                  |                            |                            |                            |  | V1 | LA Lakers              | 4                      |                        |  |    |            |            |            |
|  | Conferința de Vest |                        |                  |   |                  |                            |                            |                            |  | V1 | LA Lakers              | 4                      |                        |  |    |            |            |            |
|  |                    | V3                     | Denver Nuggets   | 1 |                  |                            |                            |                            |  |    |                        |                        |                        |  |    |            |            |            |
|  | V3                 | V3                     | Denver Nuggets   | 1 | Denver Nuggets   | 4                          |                            |                            |  |    |                        |                        |                        |  |    |            |            |            |
|  | V3                 |                        |                  |   | Denver Nuggets   | 4                          |                            |                            |  |    |                        |                        |                        |  |    |            |            |            |
|  | V6                 | Utah Jazz              | 3                |   |                  |                            |                            |                            |  |    |                        |                        |                        |  |    |            |            |            |
|  | V6                 | Utah Jazz              | 3                |   | V3               | Denver Nuggets             | 4                          |                            |  |    |                        |                        |                        |  |    |            |            |            |
|  |                    |                        |                  |   | V3               | Denver Nuggets             | 4                          |                            |  |    |                        |                        |                        |  |    |            |            |            |
|  |                    | V2                     | LA Clippers      | 3 |                  |                            |                            |                            |  |    |                        |                        |                        |  |    |            |            |            |
|  | V2                 | V2                     | LA Clippers      | 3 | LA Clippers      | 4                          |                            |                            |  |    |                        |                        |                        |  |    |            |            |            |
|  | V2                 |                        |                  |   | LA Clippers      | 4                          |                            |                            |  |    |                        |                        |                        |  |    |            |            |            |
|  | V7                 | Dallas Mavericks       | 2                |   |                  |                            |                            |                            |  |    |                        |                        |                        |  |    |            |            |            |

* - Câștigător de divizie

Litere îngroșate - Câștigătoarea seriei

## Statistici

### Statistici individuale
| Categorie             | Jucător               | Echipă                 | Statistică |
| --------------------- | --------------------- | ---------------------- | ---------- |
| Puncte pe meci        | James Harden          | Houston Rockets        | 34,3       |
| Recuperări pe meci    | Andre Drummond        | Detroit Pistons        | 15,2       |
| Pase decisive pe meci | LeBron James          | Los Angeles Lakers     | 10,2       |
| Interceptări pe meci  | Ben Simmons           | Philadelphia 76ers     | 2,1        |
| Capace pe meci        | Hassan Whiteside      | Portland Trail Blazers | 2,9        |
| Turnovers pe meci     | Trae Young            | Atlanta Hawks          | 4.8        |
| Faulturi pe meci      | Jaren Jackson Jr.     | Memphis Grizzlies      | 4,1        |
| Minute pe meci        | Damian Lillard        | Portland Trail Blazers | 37,5       |
| FG%                   | Mitchell Robinson     | New York Knicks        | 74,2%      |
| FT%                   | Duncan Robinson       | Miami Heat             | 93,1%      |
| 3FG%                  | Grant Williams        | Boston Celtics         | 100,0%     |
| Eficiență pe meci     | Giannis Antetokounmpo | Milwaukee Bucks        | 34,6       |
| Double-doubles        | Giannis Antetokounmpo | Milwaukee Bucks        | 56         |
| Triple-doubles        | Luka Dončić           | Dallas Mavericks       | 17         |

### Recorduri individuale într-un meci
| Categorie          | Jucător                                                                                        | Echipă                                                                                        | Statistică |
| ------------------ | ---------------------------------------------------------------------------------------------- | --------------------------------------------------------------------------------------------- | ---------- |
| Puncte             | Damian Lillard                                                                                 | Portland Trail Blazers                                                                        | 61         |
| Recuperări         | Jonas Valančiūnas                                                                              | Memphis Grizzlies                                                                             | 25         |
| Pase decisive      | LeBron James Luka Dončić                                                                       | Los Angeles Lakers Dallas Mavericks                                                           | 19         |
| Interceptări       | Ben Simmons Fred VanVleet Jonathan Isaac Elfrid Payton Dennis Smith Jr. Ricky Rubio OG Anunoby | Philadelphia 76ers Toronto Raptors Orlando Magic New York Knicks Phoenix Suns Toronto Raptors | 7          |
| Capace             | Hassan Whiteside                                                                               | Portland Trail Blazers                                                                        | 10         |
| Coșuri de 3 puncte | Zach LaVine                                                                                    | Chicago Bulls                                                                                 | 13         |

### Statistici pe echipe
| Categorie             | echipa             | Statistica |
| --------------------- | ------------------ | ---------- |
| Puncte pe meci        | Milwaukee Bucks    | 118,7      |
| Recuperări pe meci    | Milwaukee Bucks    | 51,7       |
| Pase decisive pe meci | Phoenix Suns       | 27,2       |
| Interceptări pe meci  | Chicago Bulls      | 10,0       |
| Capace pe meci        | Los Angeles Lakers | 6,6        |
| Turnovers pe meci     | San Antonio Spurs  | 12,6       |
| FG%                   | Los Angeles Lakers | 48,0%      |
| FT%                   | Phoenix Suns       | 83,4%      |
| 3FG%                  | Utah Jazz          | 38,0%      |
| +/−                   | Milwaukee Bucks    | +10,1      |

## Premii

### Jucătorul săptămânii
Următorii jucători au fost numiți jucătorii săptămânii în cele două conferințe.
| Săptămâna                  | Conferința de Est                             | Conferința de Vest                                | Note          |
| -------------------------- | --------------------------------------------- | ------------------------------------------------- | ------------- |
| 22-27 octombrie            | Trae Young (Atlanta Hawks) (1/1)              | Karl-Anthony Towns (Minnesota Timberwolves) (1/1) | [ 13 ]        |
| 28 octombrie – 3 noiembrie | Giannis Antetokounmpo (Milwaukee Bucks) (1/4) | Anthony Davis (Los Angeles Lakers) (1/2)          | [ 14 ]        |
| 4–10 noiembrie             | Pascal Siakam (Toronto Raptors) (1/2)         | James Harden (Houston Rockets) (1/2)              | [ 15 ]        |
| 11–17 noiembrie            | Nikola Vučević (Orlando Magic) (1/1)          | James Harden (Houston Rockets) (2/2)              | [ 16 ]        |
| 18–24 noiembrie            | Spencer Dinwiddie (Brooklyn Nets) (1/1)       | Luka Dončić (Dallas Mavericks) (1/1)              | [ 17 ]        |
| 25 noiembrie – 1 decembrie | Giannis Antetokounmpo (Milwaukee Bucks) (2/4) | Carmelo Anthony (Portland Trail Blazers) (1/1)    | [ 18 ] [ 19 ] |
| 2–8 decembrie              | Jimmy Butler (Miami Heat) (1/1)               | Anthony Davis (Los Angeles Lakers) (2/2)          | [ 20 ]        |
| 9–15 decembrie             | Bam Adebayo (Miami Heat) (1/1)                | LeBron James (Los Angeles Lakers) (1/3)           | [ 21 ]        |
| 16–22 decembrie            | Kyle Lowry (Toronto Raptors) (1/1)            | Dennis Schröder (Oklahoma City Thunder) (1/1)     | [ 22 ]        |
| 23–29 decembrie            | Jaylen Brown (Boston Celtics) (1/2)           | Brandon Ingram (New Orleans Pelicans) (1/1)       | [ 23 ] [ 24 ] |
| 30 decembrie - 5 ianuarie  | Giannis Antetokounmpo (Milwaukee Bucks) (3/4) | LeBron James (Los Angeles Lakers) (2/3)           | [ 25 ]        |
| 6–12 ianuarie              | Josh Richardson (Philadelphia 76ers) (1/1)    | DeMar DeRozan (San Antonio Spurs) (1/1)           | [ 26 ]        |
| 13–19 ianuarie             | Ben Simmons (Philadelphia 76ers) (1/1)        | Kawhi Leonard (Los Angeles Clippers) (1/1)        | [ 27 ] [ 28 ] |
| 20–26 ianuarie             | Pascal Siakam (Toronto Raptors) (2/2)         | Damian Lillard (Portland Trail Blazers) (1/2)     | [ 29 ] [ 30 ] |
| 27 ianuarie – 2 februarie  | Jaylen Brown (Boston Celtics) (2/2)           | Damian Lillard (Portland Trail Blazers) (2/2)     | [ 31 ]        |
| 3–9 februarie              | Jayson Tatum (Boston Celtics) (1/1)           | Nikola Jokić (Denver Nuggets) (1/1)               | [ 32 ] [ 33 ] |
| 24 februarie - 1 martie    | Giannis Antetokounmpo (Milwaukee Bucks) (4/4) | Kristaps Porziņģis (Dallas Mavericks) (1/1)       | [ 34 ] [ 35 ] |
| 2–8 martie                 | Norman Powell (Toronto Raptors) (1/1)         | LeBron James (Los Angeles Lakers) (3/3)           | [ 36 ]        |